# Leucania flecki
Leucania flecki är en fjärilsart som beskrevs av Caradja 1896. Leucania flecki ingår i släktet Leucania och familjen nattflyn. Inga underarter finns listade i Catalogue of Life.